# 9. фебруар
9. фебруар је четрдесети дан у години у Грегоријанском календару. 325 дана (326 у преступним годинама) остаје у години после овог дана.

## Догађаји
- 474 — Источноримски (византијски) цар Лав I крунисао је свог зета Зенона за савладара свог наследника малолетног Лава II.
- 1540 — У Рудај Филдсу код Честера у Енглеској одржана прва трка коња.
- 1667 — Склапањем Андрусовског примирја завршен је тринаестогодишњи рат Русије и Пољско-литванске заједнице.
- 1788 — Аустријски цар Јосиф II објавио рат Турској. У рату, који је завршен 1791. по Аустрију неповољним Свиштовским миром, на аустријској страни учествовали и српски добровољци под вођством Коче Анђелковића.
- 1801 — Потписан је Линевилски мир између Француске и Светог римског царства, чиме је Аустрија иступила из Друге коалиције.
- 1825 — Пошто ниједан председнички кандидат није освојио већину електорских гласова на изборима 1824., Представнички дом је изабрао Џона Квинсија Адамса за председника САД.
- 1861 — Џеферсон Дејвис је изабран за привременог председника Конфедеративних Америчких Држава од Конфедеративне конвенције у Монтгомерију.
- 1895 — Вилијам Морган је креирао и осмислио спорт Одбојку у месту Холјок у Масачусетсу.
- 1900 — Основан је Дејвис куп, најпознатије екипно такмичење мушких тениских репрезентација.
- 1909 — Француска и Немачка постигле споразум о Мароку, којим је Берлин признао посебне интересе Париза у тој земљи, у замену за економске концесије.
- 1934 — Југославија, Грчка, Турска и Румунија у Атини потписале Балкански пакт, одбрамбени савез од бугарских и италијанских аспирација.
- 1942 — У њујоршкој луци избио пожар на француском путничком броду „Нормандија“, тада највећем и најелегантнијем на свету, после чега је брод потонуо.
- 1943 —
  - Тешке борбе за пацифичко острво Гвадалканал окончане у Другом светском рату победом америчких снага над јапанском армијом.
  - Почео противнапад партизана у Другом светском рату против здружених немачких, италијанских и хрватских снага на Неретви, Битка за рањенике. Почетком марта осам партизанских бригада одбацило главнину немачких трупа и свих 3.500 рањеника пребачено на леву обалу Неретве.
- 1950 — Сенатор Џозеф Макарти је одржао говор у ком је оптужио Стејт департмент да је пун комуниста, покренувши период политичких прогона познат као макартизам.
- 1951 — Корејски рат: Гјеонсанг масакр.
- 1962 — Јамајка постала независна држава у оквиру британског Комонвелта.
- 1964 — Битлси су се први пут појавили у Шоуу Еда Саливена, наступајући пред рекордних 73 милиона гледалаца.
- 1965 — Прве америчке борбене трупе су послате у Јужни Вијетнам.
- 1968 — Холандска принцеза Беатрикс отворила подземну жељезницу у Ротердаму.
- 1969 — Први пробни лет „боинга 747, џамбо-џета”.
- 1971 — Аполо програм: Аполо 14 се враћа на Земљу након трећег спуштање људи на Месец.
- 1975 — Сојуз 17 совјетски свемирски брод се враћа на Земљу.
- 1981 — Генерал Војћех Јарузелски постао премијер Пољске.
- 1986 — Халејева комета се појавила у унутрашњости Сунчевог система.
- 1991 — На референдуму у Литванији, из којег су били искључени грађани руске националности, више од 90% бирача гласало за отцепљење од СССР.
- 1996 — У снажној експлозији у Лондону, коју су подметнули припадници Ирске републиканске армије, погинуле две особе, а око 100 их повређено. Тим нападом прекинуто 17-месечно примирје.
- 1999 — Кина прекинула дипломатске односе с Македонијом због одлуке Владе у Скопљу да успостави дипломатске односе с Тајваном.
- 2009 — Далај Лама одлуком градског већа постао почасни грађанин Рима.

## Рођења
- 1060 — Папа Хонорије II. (прем. 1130)
- 1737 — Томас Пејн, амерички писац и револуционар. (прем. 1809)[1]
- 1773 — Вилијам Хенри Харисон, амерички војсковођа и политичар, 9. председник САД. (прем. 1841)[2]
- 1781 — Јохан Баптист фон Шпикс, немачки природњак. (прем. 1826)[3]
- 1783 — Василиј Жуковски, руски песник. (прем. 1852)[4]
- 1849 — Павле Јовановић, новинар, покретач „Србобрана”, првог српског политичког листа у Хрватској. (прем. 1897)[5]
- 1865 — Ерих Дагоберт фон Дригалски, немачки географ, геофизичар и истраживач. (прем. 1949)[6]
- 1867 — Нацуме Сосеки, јапански писац. (прем. 1916)[7]
- 1874 — Ејми Лоуел, америчка песникиња. (прем. 1925)[8]
- 1885 — Албан Берг, аустријски композитор. (прем. 1935)[9]
- 1891 — Роналд Колман, енглески глумац. (прем. 1958)[10]
- 1895 — Макс Валиер, немачки дизајнер ракетне технологије, заговарао идеју интерпланетарних летова. (прем. 1930)
- 1903 — Коста Сивчев, српски пилот и конструктор авиона, ваздухопловнотехнички пуковник ЈНА. (прем. 1982)[11]
- 1909 — Хедер Ејнџел, енглеска глумица. (прем. 1986)[12]
- 1909 — Кармен Миранда, португалско-бразилска певачица, плесачица и глумица. (прем. 1955)[13]
- 1928 — Ринус Михелс, холандски фудбалски тренер. (прем. 2005)[14]
- 1931 — Јозеф Масопуст, чешки фудбалер и фудбалски тренер. (прем. 2015)[15]
- 1932 — Герхард Рихтер, немачки сликар и визуелни уметник.[16]
- 1940 — Џон Максвел Куци, јужноафрички књижевник, добитник Нобелове награде за књижевност (2003).[17]
- 1943 — Џо Пеши, амерички глумац и музичар.[18]
- 1944 — Алис Вокер, америчка списатељица и феминисткиња.[19]
- 1945 — Мија Фароу, америчка глумица и модел.[20]
- 1947 — Карла дел Понте, главна тужитељица Хашког трибунала.
- 1953 — Киран Хајндс, северноирски глумац.
- 1957 — Гордон Стракан, шкотски фудбалер и фудбалски тренер.
- 1961 — Горан Грбовић, српски кошаркаш.[21]
- 1963 — Лоло Ферари, француска мејнстрим глумица, порнографска глумица, плесачица и певачица. (прем. 2000)[22]
- 1965 — Велимир Перасовић, хрватски кошаркаш и кошаркашки тренер.[23]
- 1969 — Павел Тонков, руски бициклиста.[24]
- 1971 — Растко Стефановић, српско-словеначки рукометаш и рукометни тренер.
- 1972 — Зоран Баранац, српски новинар, уредник, ТВ водитељ и ПР.
- 1972 — Дарен Фергусон, шкотски фудбалер и фудбалски тренер.[25]
- 1974 — Амбер Валета, америчка глумица и модел.[26]
- 1975 — Ратко Ђурковић, црногорски рукометаш и рукометни тренер.[27]
- 1978 — Никола Лазетић, српски фудбалер.[28]
- 1979 — Ана Ђокић, српска-црногорска рукометашица.[29]
- 1979 — Ирина Слуцка, руска клизачица.[30]
- 1980 — Ангелос Харистеас, грчки фудбалер.[31]
- 1980 — Маргарита Левијева, руско-америчка глумица.[32]
- 1981 — Том Хидлстон, енглески глумац, продуцент и музичар.[33]
- 1982 — Џамир Нелсон, амерички кошаркаш.[34]
- 1987 — Магдалена Нојнер, немачка биатлонка.[35]
- 1987 — Мајкл Б. Џордан, амерички глумац и продуцент.[36]
- 1987 — Роуз Лезли, шкотска глумица.[37]
- 1988 — Лоте Фрис, данска пливачица.[38]
- 1989 — Пабло Агилар, шпански кошаркаш.[39]
- 1993 — Патрик Андраде, зеленортски фудбалер.
- 1994 — Милан Павков, српски фудбалер.[40]

## Смрти
- 967 — Сејф ал-Давла, владар северне Сирије. (рођ. 916)[41]
- 1199 — Минамото но Јоритомо, први шогун Камакура шогуната. (рођ. 1147)[42]
- 1588 — Алваро де Базан, шпански адмирал. (рођ. 1526)[43]
- 1640 — Мурат IV, отомански султан (рођ. 1612)[44]
- 1670 — Фредерик III Дански, краљ Данске и Норвешке. (рођ. 1609)[45]
- 1675 — Герард Дау, холандски сликар. (рођ. 1613)[46]
- 1881 — Фјодор Достојевски, руски књижевник (рођ. 1821)[47]
- 1935 — Ксавер Шандор Ђалски, хрватски књижевник. (рођ. 1854)[48]
- 1957 — Миклош Хорти, мађарски диктатор. (рођ. 1868)[49]
- 1977 — Сергеј Иљушин, руски конструктор авиона (рођ. 1894)[50]
- 1979 — Денис Габор, мађарско-британски физичар (рођ. 1900)[51]
- 1984 — Јуриј Андропов, шеф совјетске државе и владајуће Комунистичке партије. (рођ. 1914)[52]
- 1989 — Осаму Тезука, јапански уметник, аниматор, продуцент и доктор медицинских наука. (рођ. 1928)[53]
- 1995 — Џејмс Вилијам Фулбрајт, амерички политичар и хуманиста. (рођ. 1905)[54]
- 1995 — Олга Сковран, кореограф, педагог, оснивач и директор ансамбла „Коло”. (рођ. 1908)[55]
- 1996 — Адолф Галанд, ловачки ас и командант немачке ловачке авијације у Другом светском рату (рођ. 1912)[56]
- 2001 — Херберт Сајмон, амерички научник. (рођ. 1916)[57]
- 2002 — Маргарета, британска принцеза. (рођ. 1930)[58]
- 2005 — Милован Илић-Минимакс, познати телевизијски и радијски новинар. (рођ. 1938)[59]
- 2015 — Боба Стефановић, певач и композитор домаће забавне музике. (рођ. 1946)[60]
- 2016 — Здравко Толимир, српски генерал. (рођ. 1948)[61]
- 2018 — Небојша Глоговац, српски глумац. (рођ. 1969)[62]
- 2018 — Јохан Јохансон, исландски композитор. (рођ. 1969)[63]
- 2019 — Ђорђе Ђукић, српски физичар. (рођ. 1943)[64]

## Празници и дани сећања
- Међународни празници
  - Међународни дан стоматолога
- Српска православна црква слави:
  - Светог Јована Златоустог
  - Преподобног Тита Печерског
- Празници неких земаља
  - Дан града Аричи
  - Празник Маронита - Либан